# محمدآباد (شیروان)
محمدآباد یا محمد علیخان روستایی در دهستان زیارت بخش مرکزی شهرستان شیروان استان خراسان شمالی ایران است.

## جمعیت
بر پایه سرشماری عمومی نفوس و مسکن در سال ۱۳۹۵ جمعیت این مکان ۱۶۰ نفر (۴۹خانوار) بوده‌است.